# Puerto heredado

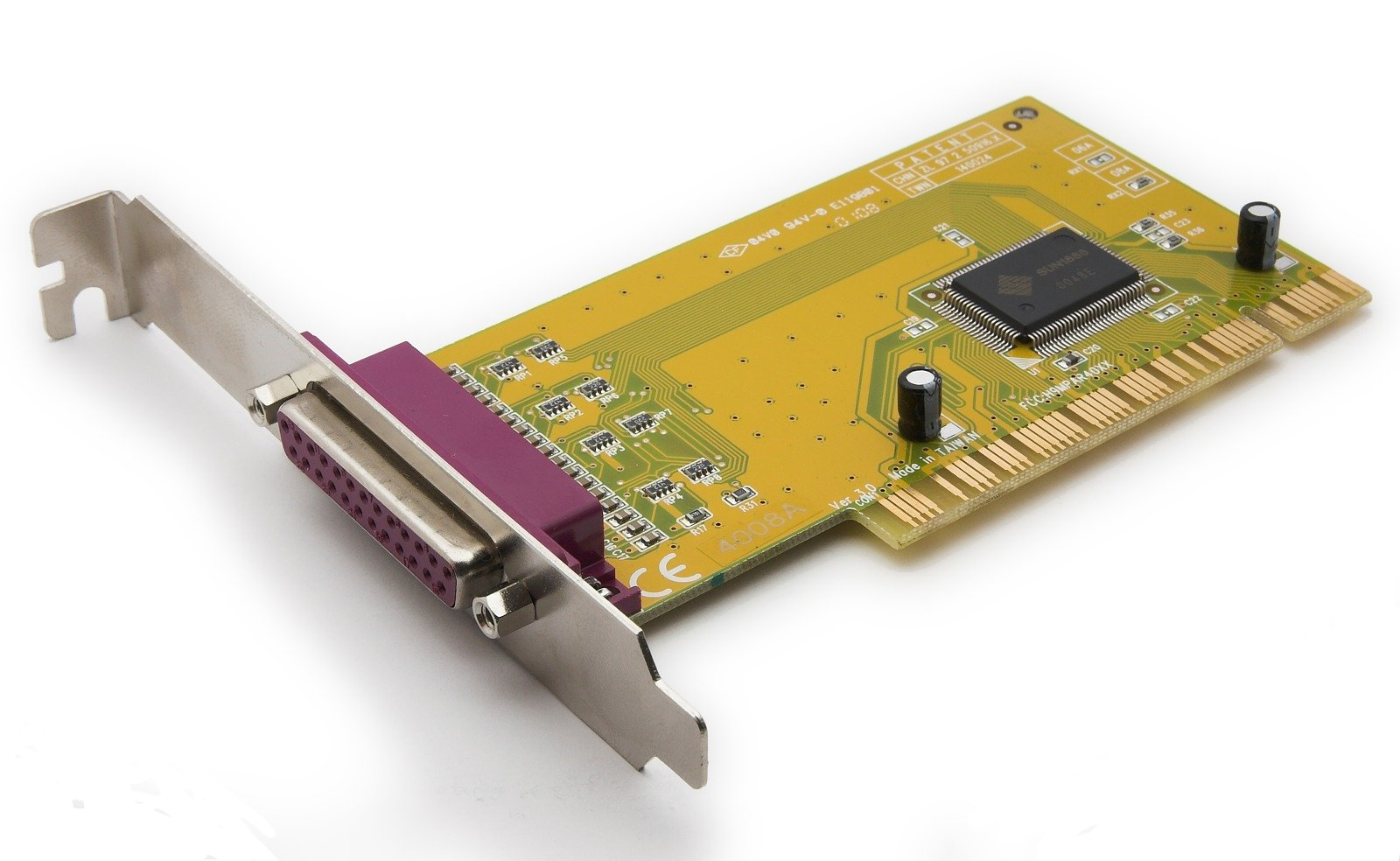
Un puerto paralelo implementado como una tarjeta PCI. Los usuarios pueden usar tarjetas de expansión para agregar puertos heredados en desuso a sistemas informáticos más nuevos que no los proporcionan.

En informática, un puerto heredado es un puerto o conector de computadora que algunos consideran que está total o parcialmente reemplazado. Generalmente, los puertos de reemplazo brindan la mayor parte de la funcionalidad de los puertos heredados con velocidades más altas, un diseño más compacto o capacidades plug and play y hot swap para una mayor facilidad de uso. Las placas base de PC modernas utilizan controladores Super I/O independientes para proporcionar puertos heredados, ya que los conjuntos de chips actuales no ofrecen soporte directo para ellos. Una categoría de computadoras denominadas PC sin legado omite estos puertos y, por lo general, conserva solo el USB para la expansión externa.
Muchas veces, se utilizan adaptadores para proporcionar puertos heredados si se requieren en sistemas que no están equipados con ellos.

## Puertos heredados comunes
| Puerto heredado                          | Usos típicos                                                           | Comúnmente reemplazado por             |
| ---------------------------------------- | ---------------------------------------------------------------------- | -------------------------------------- |
| Puerto paralelo Centronics               | Impresora, escáneres, medios extraíbles                                | USB, Wi-Fi, Ethernet                   |
| SCSI paralelo externo                    | Medios extraíbles                                                      | USB, Thunderbolt, Serial Attached SCSI |
| Conector AT / DIN                        | Teclado                                                                | USB                                    |
| Puerto serie / RS-232                    | Consola, módem, mouse                                                  | USB                                    |
| PS/2 / mini-DIN de 6 pines               | Teclado, mouse                                                         | USB                                    |
| Puerto de juegos / DA-15                 | MIDI, dispositivos de juego como joysticks                             | USB                                    |
| Apple Desktop Bus / mini-DIN             | Periféricos externos de baja velocidad; como teclado, mouse o joystick | USB                                    |
| LocalTalk / mini-DIN                     | Impresoras Macintosh OldWorld y LAN                                    | USB, Wi-Fi, Ethernet                   |
| Bus Industry Standard Architecture (ISA) | Conectar tarjetas periféricas a la placa base                          | PCI, PCI Express                       |
| VGA / DE-15                              | Conector de pantalla                                                   | DVI, HDMI, DisplayPort                 |
| IDE (ATA Paralelo)                       | Discos duros internos, CD-ROM                                          | Serial ATA, M.2                        |
| Conector de disquetera                   | Unidades de disquete, unidades de cinta                                | USB                                    |
| IEEE 1394 (FireWire)                     | Dispositivos de video, almacenamiento externo                          | USB 3.0, Thunderbolt                   |
| Accelerated Graphics Port                | Tarjeta gráfica                                                        | PCI Express                            |
| PC Card                                  | Tarjetas de almacenamiento para portátiles, otros periféricos          | ExpressCard, USB                       |